# 静岡県第6区
静岡県第6区（しずおかけんだい6く）は、日本の衆議院における選挙区。1994年（平成6年）の公職選挙法改正で設置。（2002年（平成14年）に一部区割りの見直しが行われた）。

## 区域

### 現在の区域
2022年（令和4年）公職選挙法改正以降の区域は以下のとおりである。旧伊豆長岡町域が5区から編入されたことにより伊豆の国市の分割は解消された。
- 沼津市
- 熱海市
- 伊東市
- 下田市
- 伊豆市
- 伊豆の国市
- 賀茂郡
- 駿東郡
  - 清水町
  - 長泉町

### 2002年から2022年までの区域
2013年（平成25年）公職選挙法改正から2022年の小選挙区改定までの区域は以下のとおりである。
- 沼津市
- 熱海市
- 伊東市
- 下田市
- 伊豆市
- 伊豆の国市（旧韮山町・大仁町域）
- 賀茂郡
- 駿東郡
  - 清水町
  - 長泉町

2002年（平成14年）公職選挙法改正から2013年の小選挙区改定までの区域は以下のとおりである。2002年の区割り改正により、御殿場市、裾野市、小山町は5区へ移出し、区割りは沼津市等駿東地区から沼津市と伊豆半島となっている。
- 沼津市
- 熱海市
- 伊東市
- 下田市
- 賀茂郡
- 田方郡
  - 修善寺町
  - 戸田村
  - 土肥町
  - 韮山町
  - 大仁町
  - 天城湯ヶ島町
  - 中伊豆町
- 駿東郡
  - 清水町
  - 長泉町

### 2002年以前の区域
1994年（平成6年）公職選挙法改正から2002年の小選挙区改定までの区域は以下のとおりである。
- 沼津市
- 御殿場市
- 裾野市
- 駿東郡

## 歴史
小選挙区導入後、第41回から第48回まで過去8回の選挙は、いずれも元沼津市長の渡辺朗を父に持つ渡辺周が当選していた。渡辺は永住外国人の地方参政権を慎重に考える勉強会や慰安婦問題と南京事件の真実を検証する会に参加しており民主党内では保守派に属し、主に自民党を支持している保守層にも支持を得ており、支持層が幅広かった。
しかし、民主党野党転落時、2012年の第46回衆議院議員総選挙から自民党の勝俣孝明が立候補し比例復活するようになってから、回を重ねるごとに渡辺と勝俣との票差が縮まっていく。2017年の第48回衆議院議員総選挙では希望の党に移った渡辺が勝俣に631票差まで詰められる接戦となった。
2021年の第49回衆議院議員総選挙では、渡辺が新・立憲民主党に合流し日本共産党と選挙協力するようになった。それに加えて今まで候補者を立ててこなかった維新も擁立し、保守票などが離れ、勝俣は渡辺に対し約4000票の差をつけ初の小選挙区での当選。渡辺は9期目にて初の比例復活となった。
2024年の第50回衆議院議員総選挙では、渡辺が4,134票差で勝俣を選挙区で破り10期目の当選を果たした。

## 小選挙区選出議員
| 選挙名                 | 年                 | 当選者   | 党派       |
| ---------------------- | ------------------ | -------- | ---------- |
| 第41回衆議院議員総選挙 | 1996年（平成8年）  | 渡辺周   | 民主党     |
| 第42回衆議院議員総選挙 | 2000年（平成12年） | 渡辺周   | 民主党     |
| 第43回衆議院議員総選挙 | 2003年（平成15年） | 渡辺周   | 民主党     |
| 第44回衆議院議員総選挙 | 2005年（平成17年） | 渡辺周   | 民主党     |
| 第45回衆議院議員総選挙 | 2009年（平成21年） | 渡辺周   | 民主党     |
| 第46回衆議院議員総選挙 | 2012年（平成24年） | 渡辺周   | 民主党     |
| 第47回衆議院議員総選挙 | 2014年（平成26年） | 渡辺周   | 民主党     |
| 第48回衆議院議員総選挙 | 2017年（平成29年） | 渡辺周   | 希望の党   |
| 第49回衆議院議員総選挙 | 2021年（令和3年）  | 勝俣孝明 | 自由民主党 |
| 第50回衆議院議員総選挙 | 2024年（令和6年）  | 渡辺周   | 立憲民主党 |

## 選挙結果
時の内閣：第1次石破内閣 解散日：2024年10月9日 公示日：2024年10月15日
当日有権者数：42万2874人 最終投票率：54.45%（前回比：0.68%） （全国投票率：53.85%（2.08%））
| 当落 | 候補者名 | 年齢 | 所属党派     | 新旧 | 得票数    | 得票率 | 惜敗率 | 推薦・支持 | 重複 |
| ---- | -------- | ---- | ------------ | ---- | --------- | ------ | ------ | ---------- | ---- |
| 当   | 渡辺周   | 62   | 立憲民主党   | 前   | 104,222票 | 46.26% | ――     |            | ○    |
| 比当 | 勝俣孝明 | 48   | 自由民主党   | 前   | 100,088票 | 44.42% | 96.03% | 公明党推薦 | ○    |
|      | 冨谷皐介 | 55   | れいわ新選組 | 新   | 21,003票  | 9.32%  | 20.15% |            | ○    |

時の内閣：第1次岸田内閣 解散日：2021年10月14日 公示日：2021年10月19日
当日有権者数：42万5131人 最終投票率：53.77%（前回比：1.12%） （全国投票率：55.93%（2.25%））
| 当落 | 候補者名 | 年齢 | 所属党派     | 新旧 | 得票数    | 得票率 | 惜敗率 | 推薦・支持 | 重複 |
| ---- | -------- | ---- | ------------ | ---- | --------- | ------ | ------ | ---------- | ---- |
| 当   | 勝俣孝明 | 45   | 自由民主党   | 前   | 104,178票 | 46.09% | ――     | 公明党推薦 | ○    |
| 比当 | 渡辺周   | 59   | 立憲民主党   | 前   | 99,758票  | 44.14% | 95.76% |            | ○    |
|      | 山下洸棋 | 30   | 日本維新の会 | 新   | 22,086票  | 9.77%  | 21.20% |            | ○    |

- 投票結果、開票結果 - 静岡県選挙管理委員会
- 静岡県選挙管理委員会は2021年11月2日、静岡県第6区の当選者を勝俣孝明とする告示をした[7]。
- 中央選挙管理会は2021年11月5日、比例東海ブロックの当選者を渡辺周を含む21人とする告示をした[8]。

時の内閣：第3次安倍第3次改造内閣 解散日：2017年9月28日 公示日：2017年10月10日
当日有権者数：43万8156人 最終投票率：54.89%（前回比：0.01%） （全国投票率：53.68%（1.02%））
| 当落 | 候補者名 | 年齢 | 所属党派   | 新旧 | 得票数    | 得票率 | 惜敗率 | 推薦・支持 | 重複 |
| ---- | -------- | ---- | ---------- | ---- | --------- | ------ | ------ | ---------- | ---- |
| 当   | 渡辺周   | 55   | 希望の党   | 前   | 108,788票 | 46.02% | ――     |            | ○    |
| 比当 | 勝俣孝明 | 41   | 自由民主党 | 前   | 108,157票 | 45.75% | 99.42% | 公明党推薦 | ○    |
|      | 内田豊   | 63   | 日本共産党 | 新   | 19,455票  | 8.23%  | 17.88% |            |      |

- 投票結果、開票結果 - 静岡県選挙管理委員会
- 静岡県選挙管理委員会は2017年10月24日、静岡県第6区の当選者を渡辺周とする告示をした[9]。
- 中央選挙管理会は2017年10月27日、比例東海ブロックの当選者を勝俣孝明を含む21人とする告示をした[10]。

時の内閣：第2次安倍改造内閣 解散日：2014年11月21日 公示日：2014年12月2日
当日有権者数：43万7772人 最終投票率：54.88%（前回比：4.29%） （全国投票率：52.66%（6.66%））
| 当落 | 候補者名 | 年齢 | 所属党派   | 新旧 | 得票数    | 得票率 | 惜敗率 | 推薦・支持 | 重複 |
| ---- | -------- | ---- | ---------- | ---- | --------- | ------ | ------ | ---------- | ---- |
| 当   | 渡辺周   | 53   | 民主党     | 前   | 114,161票 | 48.55% | ――     |            | ○    |
| 比当 | 勝俣孝明 | 38   | 自由民主党 | 前   | 102,714票 | 43.68% | 89.97% | 公明党推薦 | ○    |
|      | 佐藤龍彦 | 38   | 日本共産党 | 新   | 18,276票  | 7.77%  | 16.01% |            |      |

- 投票結果、開票結果 - 静岡県選挙管理委員会
- 静岡県選挙管理委員会は2014年12月16日、静岡県第6区の当選者を渡辺周とする告示をした[11]。
- 中央選挙管理会は2014年12月19日、比例東海ブロックの当選者を勝俣孝明を含む21人とする告示をした[12]。

時の内閣：野田第3次改造内閣 解散日：2012年11月16日 公示日：2012年12月4日
当日有権者数：44万3795人 最終投票率：59.17%（前回比：8.26%） （全国投票率：59.32%（9.96%））
| 当落 | 候補者名 | 年齢 | 所属党派     | 新旧 | 得票数    | 得票率 | 惜敗率 | 推薦・支持   | 重複 |
| ---- | -------- | ---- | ------------ | ---- | --------- | ------ | ------ | ------------ | ---- |
| 当   | 渡辺周   | 51   | 民主党       | 前   | 116,084票 | 45.59% | ――     | 国民新党推薦 | ○    |
| 比当 | 勝俣孝明 | 36   | 自由民主党   | 新   | 103,967票 | 40.83% | 89.56% |              | ○    |
|      | 日吉雄太 | 44   | 日本未来の党 | 新   | 20,169票  | 7.92%  | 17.37% | 新党大地推薦 | ○    |
|      | 井口昌彦 | 58   | 日本共産党   | 新   | 14,423票  | 5.66%  | 12.42% |              |      |

- 投票結果[リンク切れ]、開票結果[リンク切れ] - 静岡県選挙管理委員会
- 静岡県選挙管理委員会は2012年12月18日、静岡県第6区の当選人を渡辺周とする告示をした[13]。
- 中央選挙管理会は2012年12月21日、比例東海ブロックの当選人を勝俣孝明を含む21人とする告示をした[14]。
- 日吉は48回に静岡7区へ鞍替え。

時の内閣：麻生内閣 解散日：2009年7月21日 公示日：2009年8月18日
当日有権者数：45万65人 最終投票率：67.43%（前回比：1.26%） （全国投票率：69.28%（1.77%））
| 当落 | 候補者名 | 年齢 | 所属党派   | 新旧 | 得票数    | 得票率 | 惜敗率 | 推薦・支持   | 重複 |
| ---- | -------- | ---- | ---------- | ---- | --------- | ------ | ------ | ------------ | ---- |
| 当   | 渡辺周   | 47   | 民主党     | 前   | 197,688票 | 66.53% | ――     | 国民新党推薦 | ○    |
|      | 倉田雅年 | 70   | 自由民主党 | 前   | 93,644票  | 31.51% | 47.37% | 公明党推薦   | ○    |
|      | 加藤恵三 | 54   | 幸福実現党 | 新   | 5,831票   | 1.96%  | 2.95%  |              |      |

時の内閣：第2次小泉改造内閣 解散日：2005年8月8日 公示日：2005年8月30日
当日有権者数：45万3424人 最終投票率：66.17%（前回比：4.49%） （全国投票率：67.51%（7.65%））
| 当落 | 候補者名 | 年齢 | 所属党派   | 新旧 | 得票数    | 得票率 | 惜敗率 | 推薦・支持 | 重複 |
| ---- | -------- | ---- | ---------- | ---- | --------- | ------ | ------ | ---------- | ---- |
| 当   | 渡辺周   | 43   | 民主党     | 前   | 154,542票 | 52.57% | ――     |            | ○    |
| 比当 | 倉田雅年 | 66   | 自由民主党 | 前   | 121,089票 | 41.19% | 78.35% |            | ○    |
|      | 鈴木和彦 | 62   | 日本共産党 | 新   | 18,346票  | 6.24%  | 11.87% |            |      |

- 投票結果[15]、開票結果[16]
- 静岡県選挙管理委員会は2005年9月13日、静岡県第6区の当選者を渡辺周とする告示をした[17]。
- 中央選挙管理会は2005年9月16日、比例東海ブロックの当選者を倉田雅年を含む21人とする告示をした[18]。
- 倉田は42・43回は比例単独候補で当選。

時の内閣：第1次小泉第2次改造内閣 解散日：2003年10月10日 公示日：2003年10月28日
当日有権者数：45万3690人 最終投票率：61.68%（前回比：5.5%） （全国投票率：59.86%（2.63%））
| 当落 | 候補者名 | 年齢 | 所属党派   | 新旧 | 得票数    | 得票率 | 惜敗率 | 推薦・支持   | 重複 |
| ---- | -------- | ---- | ---------- | ---- | --------- | ------ | ------ | ------------ | ---- |
| 当   | 渡辺周   | 41   | 民主党     | 前   | 136,066票 | 49.92% | ――     |              | ○    |
|      | 栗原裕康 | 54   | 自由民主党 | 元   | 100,955票 | 37.04% | 74.20% |              | ○    |
|      | 平田純一 | 41   | 無所属     | 新   | 20,675票  | 7.59%  | 15.19% | 保守新党推薦 | ×    |
|      | 鈴木和彦 | 60   | 日本共産党 | 新   | 14,867票  | 5.45%  | 10.93% |              |      |

- 投票結果[19]、開票結果[20]
- 静岡県選挙管理委員会は2003年11月11日、静岡県第6区の当選者を渡辺周とする告示をした[21]。
- 栗原は国政から引退、のちに沼津市長へ。

時の内閣：第1次森内閣 解散日：2000年6月2日 公示日：2000年6月13日
当日有権者数：33万9947人 最終投票率：64.89%（前回比：5.08%） （全国投票率：62.49%（2.84%））
| 当落 | 候補者名 | 年齢 | 所属党派   | 新旧 | 得票数    | 得票率 | 惜敗率 | 推薦・支持 | 重複 |
| ---- | -------- | ---- | ---------- | ---- | --------- | ------ | ------ | ---------- | ---- |
| 当   | 渡辺周   | 38   | 民主党     | 前   | 115,223票 | 53.35% | ――     |            | ○    |
|      | 櫻田光雄 | 54   | 自由民主党 | 新   | 85,458票  | 39.57% | 74.17% | 保守党推薦 | ○    |
|      | 井口昌彦 | 45   | 日本共産党 | 新   | 13,428票  | 6.22%  | 11.65% |            |      |
|      | 大平薫久 | 34   | 自由連合   | 新   | 1,864票   | 0.86%  | 1.62%  |            |      |

- 投票結果[22]、開票結果[23]
- 静岡県選挙管理委員会は2000年6月27日、静岡県第6区の当選者を渡辺周とする告示をした[24]。

時の内閣：第1次橋本内閣 解散日：1996年9月27日 公示日：1996年10月8日
当日有権者数：33万1509人 最終投票率：59.81%（前回比：5.68%） （全国投票率：59.65%（8.11%））
| 当落 | 候補者名 | 年齢 | 所属党派   | 新旧 | 得票数   | 得票率 | 惜敗率 | 推薦・支持     | 重複 |
| ---- | -------- | ---- | ---------- | ---- | -------- | ------ | ------ | -------------- | ---- |
| 当   | 渡辺周   | 34   | 民主党     | 新   | 60,609票 | 31.56% | ――     | 新進党推薦     | ○    |
|      | 櫻田光雄 | 51   | 無所属     | 新   | 55,840票 | 29.07% | 92.13% | 社会民主党支持 | ×    |
| 比当 | 栗原裕康 | 47   | 自由民主党 | 前   | 55,374票 | 28.83% | 91.36% |                | ○    |
|      | 中田孝幸 | 45   | 日本共産党 | 新   | 15,626票 | 8.14%  | 25.78% |                |      |
|      | 近藤一視 | 62   | 自由連合   | 新   | 4,615票  | 2.40%  | 7.61%  |                | ○    |

- 投票結果[25]、開票結果[26]
- 静岡県選挙管理委員会は1996年10月22日、静岡県第6区の当選者を渡辺周とする告示をした[27]。
- 中央選挙管理会は1996年10月25日、比例東海ブロックの当選者を栗原裕康を含む23人とする告示をした[28]。